# Louise Rasmussen
Louise Christine Rasmussen, condesa Danner (Copenhague, 21 de abril de 1815-Génova, 6 de marzo de 1874), fue una bailarina de ballet y actriz danesa, que fue la amante y luego esposa morganática del rey Federico VII de Dinamarca. Sus padres fueron el comerciante Gotthilf L. Køppen y Juliana Carolina Rasmussen.

## Biografía
Ella era una estudiante de la escuela de ballet de la Ópera de Copenhague en 1826. Fue contratada en 1830 y era bailarina figurante en 1835. En 1841, tuvo un hijo con el impresor Carl Berling, que era el heredero del periódico Berlingske Tidende, uno de los periódicos daneses más importantes. Se retiró del ballet en 1842, y abrió una tienda de moda.
Ella conoció al príncipe heredero Federico de Dinamarca a través de Carl Berling en la década de 1830 y tuvo una relación con él durante la década de 1840. Federico se convirtió en rey en 1848. Quería casarse con Louise, pero el gobierno lo prohibió; como Federico no tenía hijos, los hijos nacidos de un matrimonio con Louise habrían tenido derecho al trono. La ley reformada de 1849, sin embargo, hizo al rey tan popular que fue capaz de obtener su deseo de casarse.
El 8 de agosto de 1850, a Louise Rasmussen se le dio el título de condesa Danner y se casó con Federico VII de Dinamarca en el castillo de Frederiksborg por el obispo JP Mynster. Ella era la esposa morganática del rey Federico VII, y por lo tanto no era reina, ni tampoco los posibles hijos de la unión tenían ningún derecho al trono. El matrimonio fue recibido con gran disgusto y oposición, especialmente de la clase alta y la nobleza, que lo consideraba una mala alianza. Louise se encontró con la humillación y el desprecio en los círculos sociales. En una ocasión, por ejemplo, Federico y Louise participaron en una cena formal, elegante, con muchos miembros de la alta nobleza. En la ocasión en cuestión, era la costumbre de la nobleza de proponer un brindis por la esposa del monarca. Esta vez, sin embargo, nadie propuso un brindis, a pesar de que Federico y Louise esperaban que sucediera. Finalmente, Federico perdió la paciencia, se levantó y dijo abiertamente: "¡Como aquí nadie va a proponer un brindis por mi mujer, voy a hacerlo yo mismo!", después de lo cual la nobleza finalmente levantó sus copas.
Se considera que tuvo gran influencia durante el reinado de su marido.
Parte de la familia real danesa, la que incluía al príncipe Cristián de Schleswig-Holstein-Sonderburg-Glücksburg (el futuro Cristián IX de Dinamarca) y su familia, además de otros miembros de la nobleza, se negaron a conocer y tratar a Louise porque tenía un hijo ilegítimo de su anterior amante.
En 1854, la pareja compró la casa Jægerspris Slot, como un lugar para pasar su vida privada, y después de la muerte de Federico en 1863, Louise vivió una vida discreta allí. En 1873, fundó Federico VII: Fundación para las mujeres pobres de la clase trabajadora, y la casa fue llamada The Danner House. Cuando murió, dejó Jægerspris Slot en beneficio de las criadas pobres e indigentes en su última voluntad y testamento.